# Nichollsia kashiense
Nichollsia kashiense là một loài chân đều trong họ Hypsimetopidae. Loài này được Chopra & Tiwari miêu tả khoa học năm 1950.